# Огублений ненапружений голосний переднього ряду високого підняття
Огублений ненапружений голосний переднього ряду високо піднесення (англ. Near-close near-front rounded vowell) — один з голосних звуків.
Інколи називається огубленим ненапруженим переднім високим голосним.
- У Міжнародному фонетичному алфавіті позначається як [ʏ].
- У Розширеному фонетичному алфавіті SAM позначається так само [Y].

## Приклади
- Німецька мова: schützen [ˈʃʏtsˑn] (захищати).
- Норвезька мова: nytt [nʏt] (новий).